# Samy Badibanga
Samy Badibanga Ntita (Quinxassa, 12 de setembro de 1962) é um político quinxassa-congolês que foi Primeiro-ministro da República Democrática do Congo do dia 17 de novembro de 2016 até o dia 6 de abril de 2017, quando renunciou ao seu mandato, visando o fim da crise política no país.